# 中村陸平
中村 陸平（なかむら りくへい、1874年〈明治7年〉8月9日 - 1936年〈昭和11年〉6月21日）は、明治時代後期から昭和時代戦前の政治家。醸造家。静岡県浜名郡天神町村長、浜松市長。

## 経歴
静岡県敷知郡向宿村（天神町村、浜名郡天神町村、浜松市天神町、浜松市中区天神町を経て、現浜松市中央区天神町）に生まれる。中村五郎七の長男。家業は酒造業で、祖父の五郎七は天神町報徳社を設立した人物。祖父の薫陶を受け、1904年（明治37年）天神町報徳社の社長に就いた。その後も、昭和に入ってから全国報徳社の中核である大日本報徳社監事、同理事を経て、同盟社長となった。
地方政界でも活躍し、1899年（明治32年）浜名郡会議員を経て、1915年（大正4年）から1921年（大正10年）まで天神町村長、浜松市に合併後、1922年（大正11年）から1928年（昭和3年）まで浜松市会議員を歴任した。同年、浜松市長に選ばれ、1932年（昭和7年）まで在任。上水道敷設事業や都市計画事業に尽力した。ほか、浜松委托取締役、静岡県酒造組合長、浜松商業銀行、西遠酒造研究所各取締役などを務めた。

## 親族
- 長男 中村達一郎（実業家）[2]
- 孫 中村雄次（天神町報徳社社長、浜松市文化協会理事長）[2]